# SLもおか

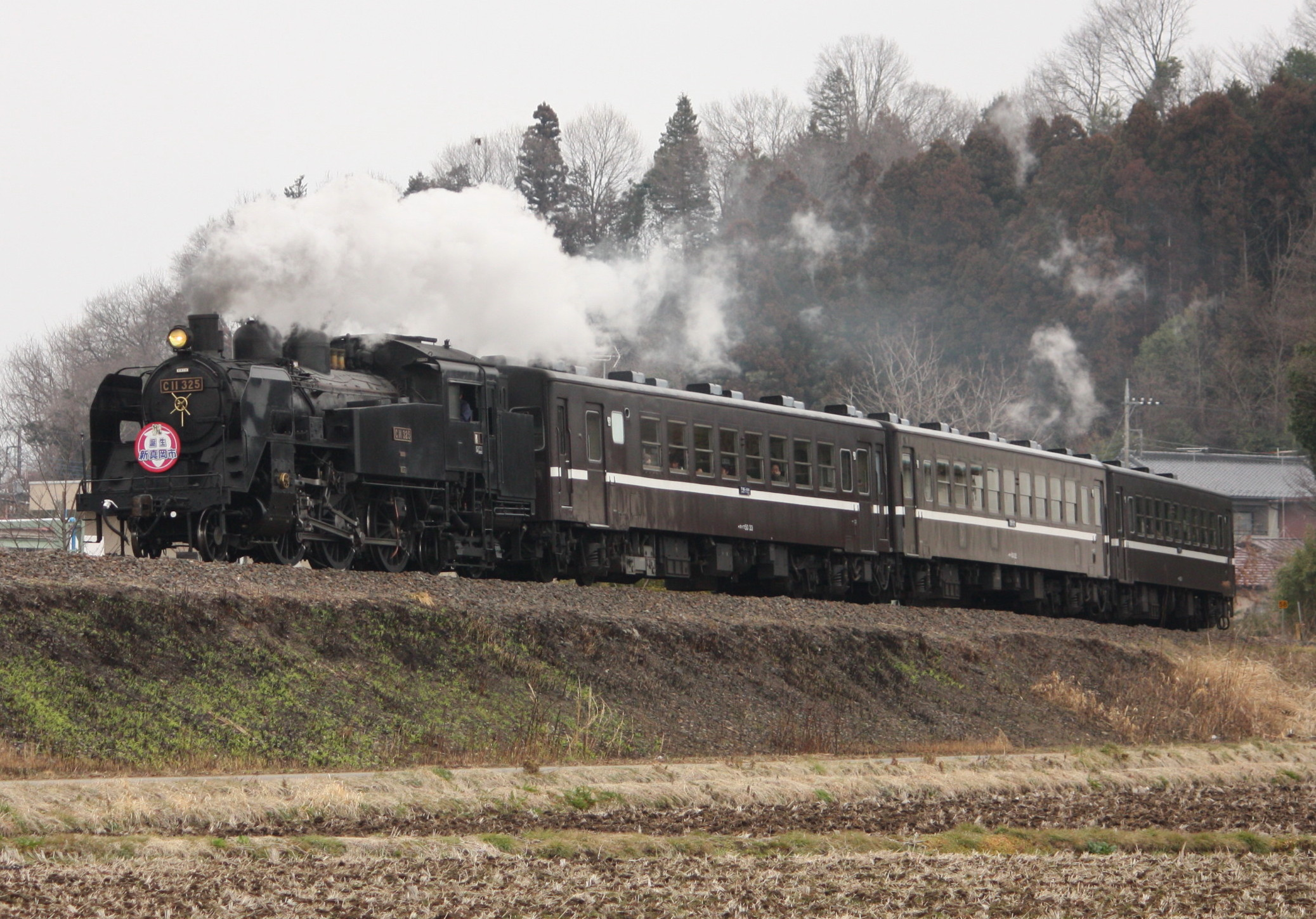
C11 325牽引による「SLもおか」

SLもおかは、真岡鐵道が真岡線下館駅 - 茂木駅間で運行している、蒸気機関車 (SL) 牽引の臨時快速列車である。

## 概要
真岡線開業6年後の1994年（平成6年）3月27日に運行を開始した。SLの保有は「真岡線SL運行協議会」が行っており、真岡鐵道が運行を行う。2021年（令和3年）現在、国内唯一、C12形による動態保存運転が行われている。
2010年代以降、利用状況の悪化によりコストがまかなえなくなりつつあり、2020年（令和2年）にC11形を売却するに至っている。
2022年6月26日、「SLもおか」の累計乗客数が100万人に到達し、当日は記念式典なども催された。

## 運行概況
1年を通じて毎週土曜日と日曜日に1往復ずつ運行されている。また、ほとんどの祝日も運行され、夏休みや冬休み、春休みの期間中は土日以外の曜日にも運行されることがある。
基本的にダイヤ設定はすべて同じで、下り下館発茂木行き列車（列車番号 6001）は午前中に運行され、上り茂木発下館行き列車（列車番号 6002）は午後に運行される。
本列車に乗車するには、乗車券（定期乗車券は不可）の他に乗車整理券として「SLもおか券」が必要となる（全車自由席）。金額は大人（中学生以上）は500円、小人（小学生）は250円である。新型コロナウイルス感染症（COVID-19）流行に伴う措置として、2020年（令和2年）7月18日運行分からは、インターネットでの事前予約制（当日に駅係員または車掌が予約確認後、現金にて整理券を販売する形態）を導入している。また2022年（令和4年）7月9日運行分からは、予約数に余裕のある場合のみ当日券を取り扱っている。
かつてSL整理券は東日本旅客鉄道（JR東日本）のみどりの窓口・びゅうプラザでも発売していたが、2020年3月29日乗車分をもって取り扱いを終了した（実際には同年3月7日より運休となっていたため、事実上繰り上げられる形となった）。また、関東鉄道常総線の主要駅でも発売していたが、事前予約制への変更に伴い発売を一時中止している。
なお、本列車の運行前後にはディーゼル機関車（現在はDE10形、以前はDD13形）の牽引による回送列車が運行される。上り列車運行後の下館 → 真岡間運行の列車（列車番号 6103）は普通列車を兼ねており、特別料金は不要である。
運行開始当初から1995年（平成7年）度までは、真岡駅および茂木駅の両駅構内に転車台がなかったため、下り列車はSLが正方向で、上り列車はSLが逆機で客車を牽引していた。1996年（平成8年）3月22日、両駅構内に転車台が完成したため、同年度からは上下列車とも原則的にSLが正方向で客車を牽引するようになった。

### 停車駅
下館駅 - 折本駅 - 久下田駅 - 寺内駅 - 真岡駅 - 西田井駅 - 益子駅 - 七井駅 - 多田羅駅 - 市塙駅 - 茂木駅

## 使用車両

### 現在の使用車両

#### 蒸気機関車
- C12形蒸気機関車 (C12 66) 
  - 運行開始当初から使用されている。愛称は「川俣号」。

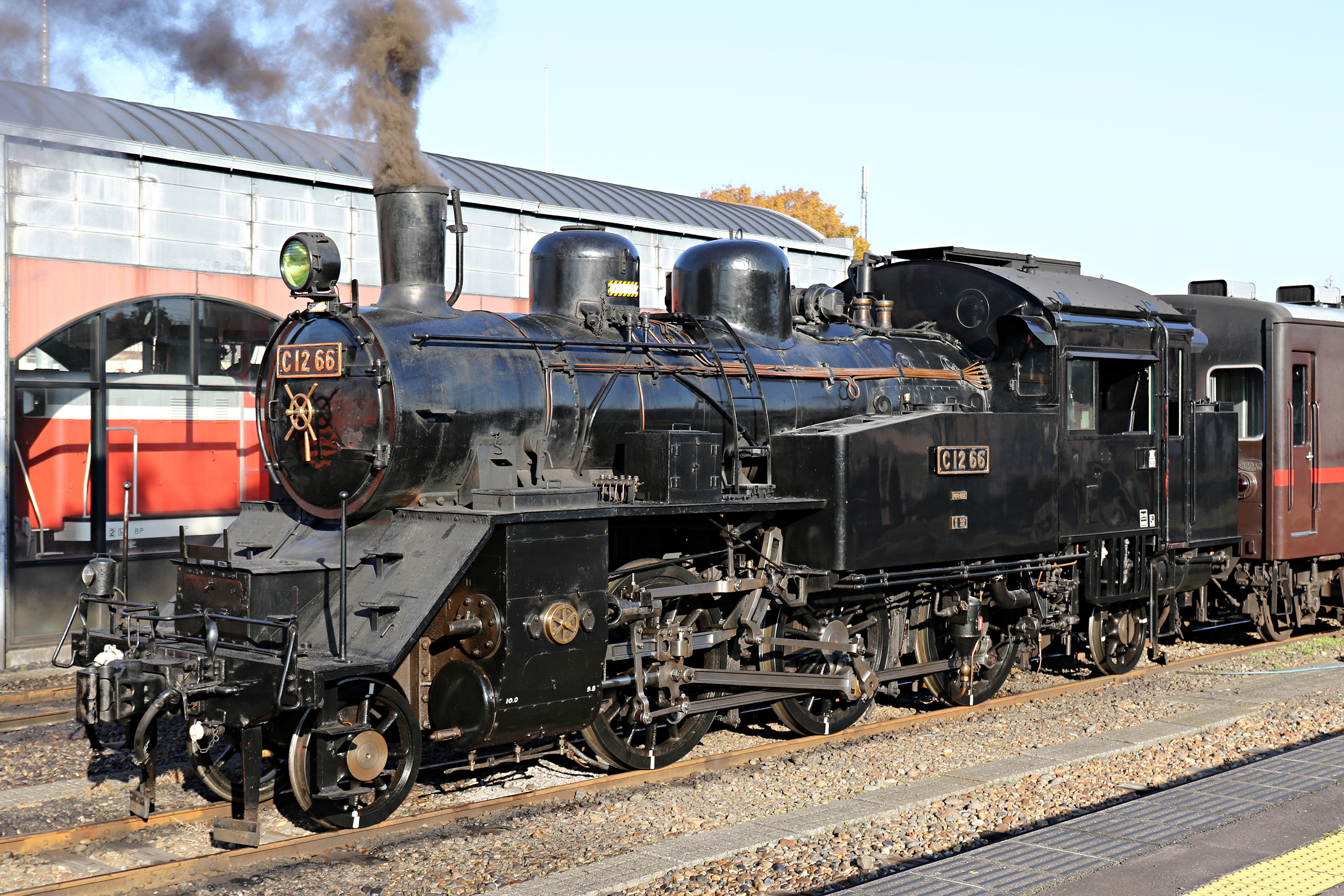
C12 66（川俣号）

#### ディーゼル機関車
- DE10形 (DE10 1535) 
  - 2004年（平成16年）に東日本旅客鉄道（JR東日本）から譲受し、同年11月2日に営業運転を開始。

#### 客車
- 50系（オハ50 11・22、オハフ50 33）
  - 1993年（平成5年）にJR東日本から譲受。塗装はぶどう色2号の地に赤帯を入れたものに変更されているものの、原形を保つ50系客車が営業運転に供されている唯一例となっている。
  - 2010年（平成22年）6月の客車検査の際、白帯が赤帯に変更された。
  - 茂木方が1号車で、号車番号に合わせた車両番号に改番されている。編成内容は以下のとおり。
    - 1号車 - オハ50 11（旧オハ50 2198）
    - 2号車 - オハ50 22（旧オハ50 2039）
    - 3号車 - オハフ50 33（旧オハフ50 2054）

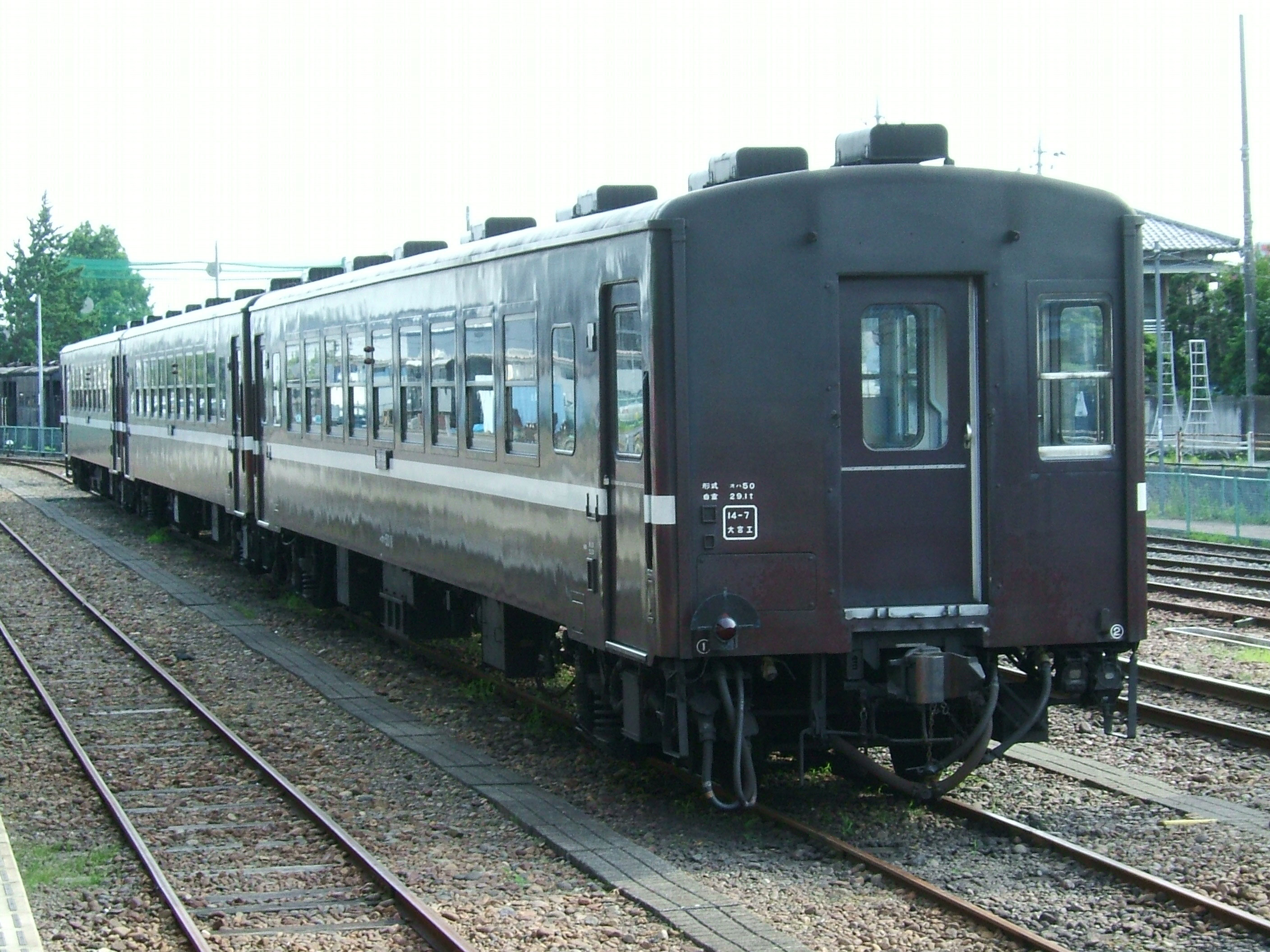
50系（リニューアル前）
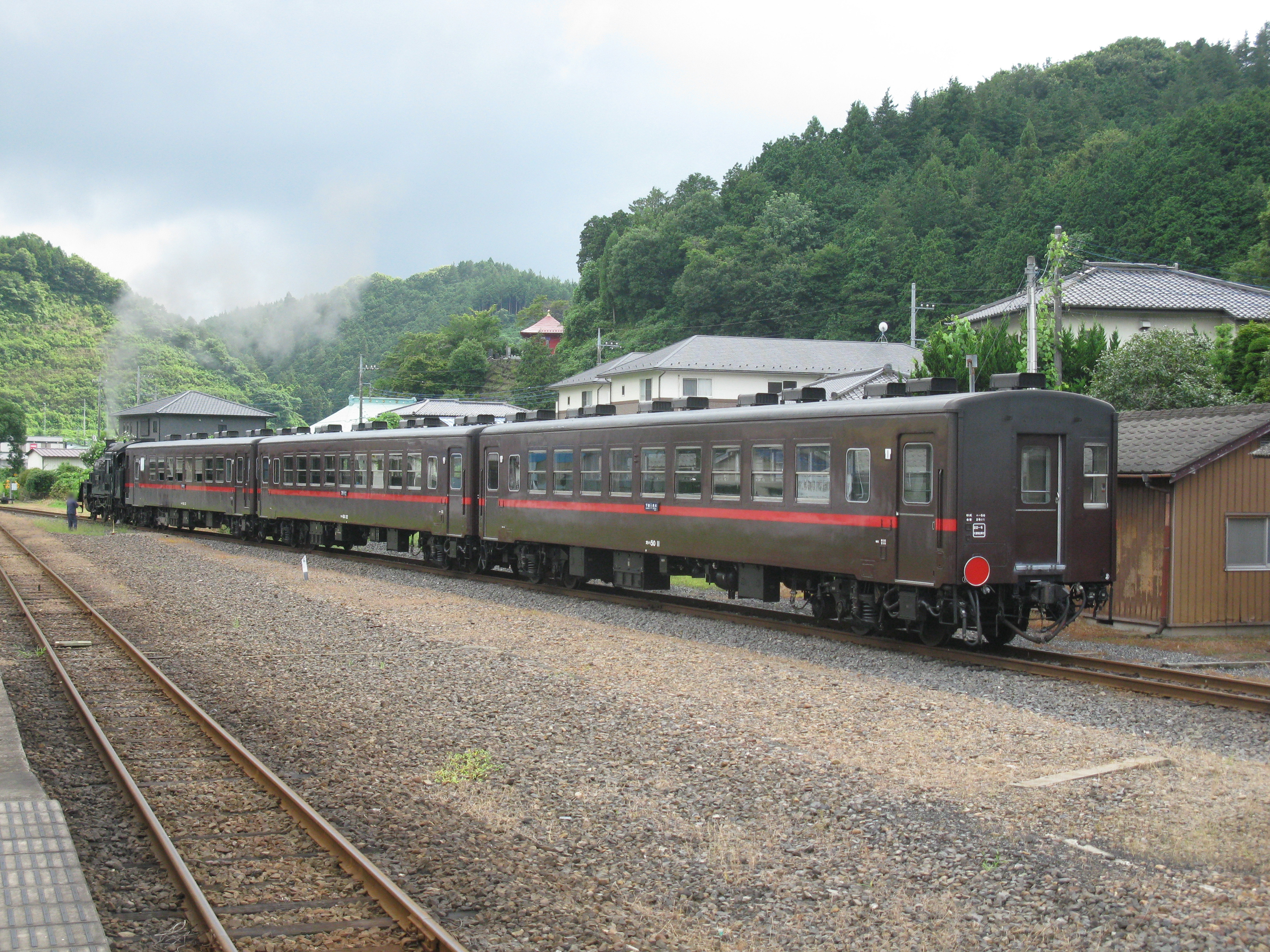
50系（リニューアル後）

### 過去の使用車両

#### 蒸気機関車
- C11形 (C11 325) 
  - 1998年（平成10年）に予備機として投入され、同年11月1日に営業運転を開始した。愛称は「水原号」。
  - SLの維持のために多額の費用を要する上、前述のとおり2010年代以降は利用客の減少に歯止めがかからず、真岡線SL運行協議会が負担する赤字額が増加していた。そのため2018年（平成30年）5月に真岡市議会にて同機の売却譲渡案が検討され、同年8月末に売却が決定。2019年（令和元年）12月1日のラストランをもって運用を終了した。
  - 売却先は競売の結果東武鉄道に決定し、JR東日本大宮総合車両センターにて検査の上、2020年（令和2年）7月30日付で東武鉄道に譲渡。同年12月26日に「SL大樹」の牽引機として営業運転を開始した。

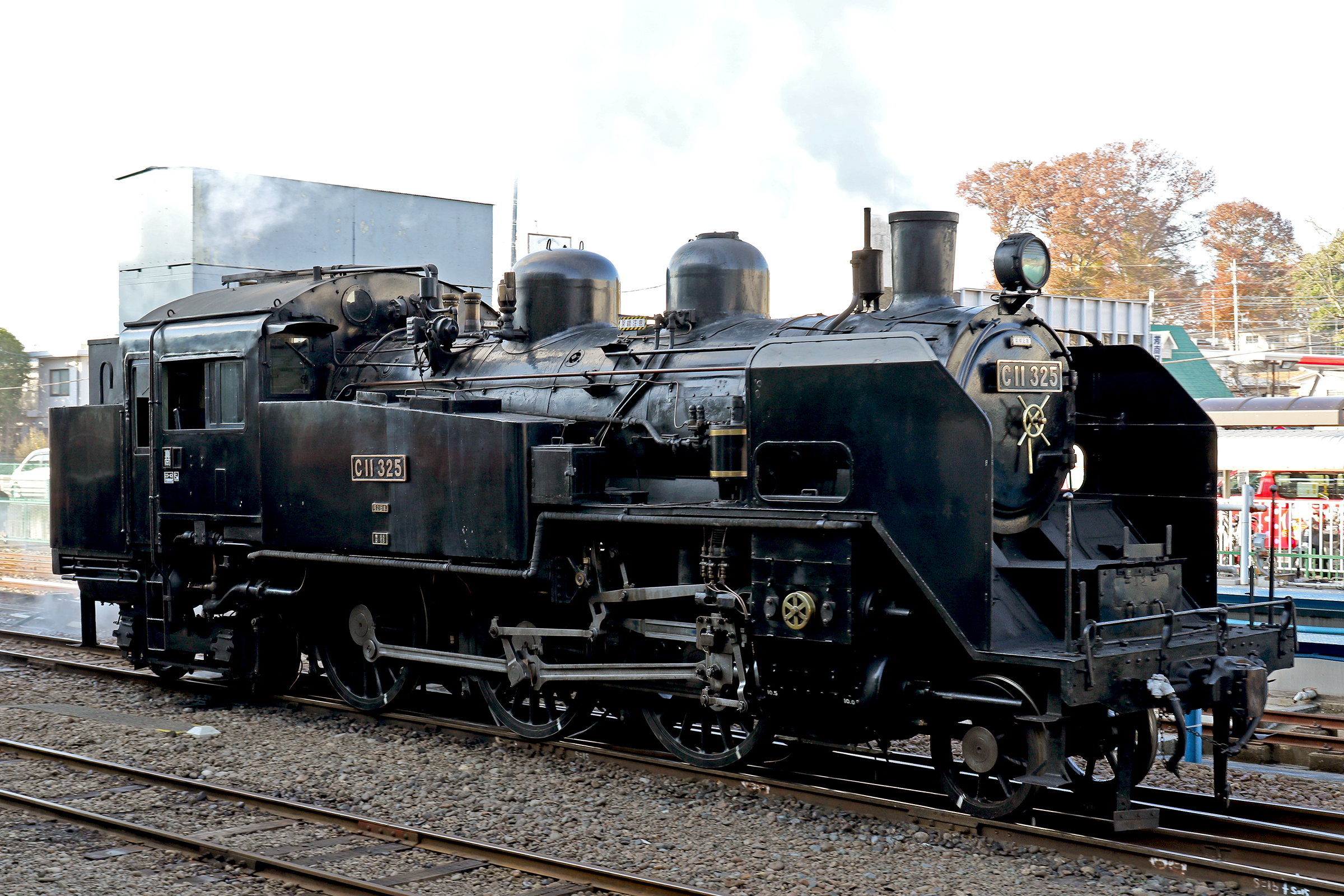
C11 325（水原号）

#### ディーゼル機関車
- DD13形 (DD13 55)
  - 1992年（平成4年）に神奈川臨海鉄道から譲受したDD55 4を改番したものである。
  - 2004年（平成16年）11月2日のさよなら運転をもって運用を終了。同年11月15日付で廃車。

## 特異な運行形態
検査時や団体列車運行時は、まれに通常3両編成の客車を2両に減らして運行されることもある。2機体制で運行されていた当時は、不定期にSLの重連運転が行われる場合があった。通常の重連のほか、反向重連で運行されたこともあった。
2018年（平成30年）5月26日、6月9日の上下列車と、5月27日、6月17日の上り列車（下り列車は重連で運転）では、「栃木デスティネーションキャンペーン」（栃木DC）開催記念として、SL2両が客車編成両端に連結されるプッシュプル運転で運行された。また、同年4月1日、6月30日には同じく「栃木DC」のイベントとしてSLとDE10形の重連で運行（下り列車のみ）。同5月12日、6月16日には「DL＆SLもおか〜芳賀路まんぷく列車」としてJR水戸線の小山 - 下館間をJR東日本のDE10形が牽引し、客車のみが直通で運行された。
過去にはこれらのほかにも、検査中のDE10形ディーゼル機関車の代走や展示用機関車を回送するためのプッシュプル運転、JR水戸線の小山駅からのSLによる直通運転なども行われていた。

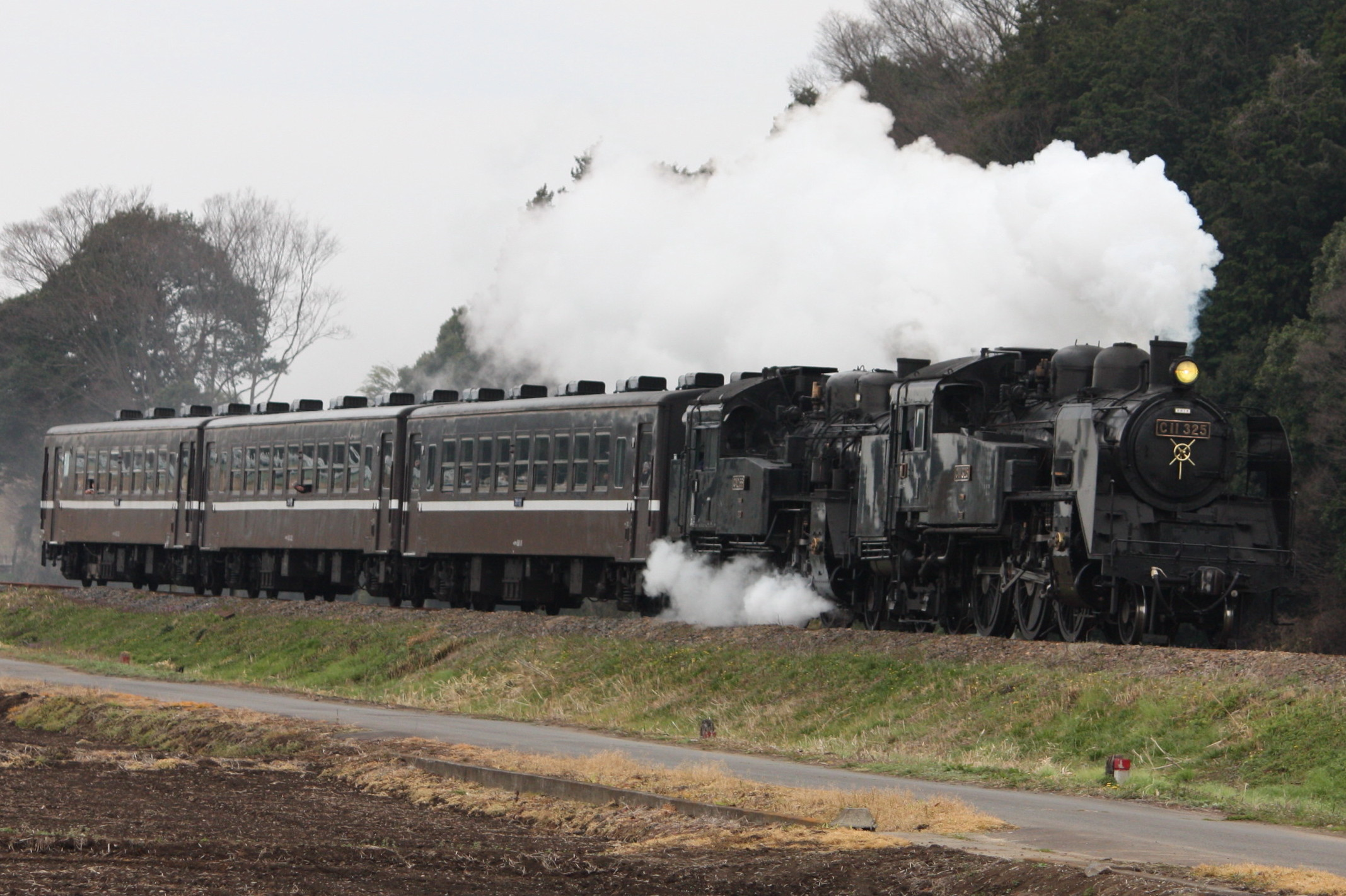
C11 325+C12 66重連牽引の「SLもおか」